# Orthosplanchus fraterculus
Orthosplanchus fraterculus är en plattmaskart. Orthosplanchus fraterculus ingår i släktet Orthosplanchus och familjen Campululidae. Inga underarter finns listade i Catalogue of Life.